# Fran Bow
Fran Bow è un videogioco indie di genere punta e clicca del 2015, sviluppato e pubblicato dalla Killmonday Games. È stato inizialmente distribuito per i sistemi operativi Windows, macOS e Linux il 27 agosto 2015, per poi essere distribuito anche su smartphone per Android e iOS tra febbraio e marzo 2016, diviso in cinque capitoli.

## Trama
Fran Bow è una bambina di dieci anni che vive una vita tranquilla insieme ai suoi genitori, alla zia e al suo gatto nero chiamato Mr. Midnight. Un giorno assiste al cruento assassinio dei suoi genitori da parte di uno sconosciuto, e per salvarsi fugge nel bosco assieme al suo gatto, dove viene successivamente trovata da sola e portata al Oswald Asylum per essere ricoverata. Qui viene curata dallo psichiatra Marcel Deern, che le somministra uno strano farmaco che ha un particolare effetto collaterale sulla bambina: quando Fran lo assume è colta da vivide allucinazioni di una dimensione parallela spaventosa, macabra e abitata da figure oscure e maligne chiamate Kamala e da altre strane creature. La bambina vuole lasciare il manicomio per ritrovare il suo gatto e tornare a casa per scoprire cosa sia successo veramente ai suoi genitori.
Dopo essere riuscita ad evadere dalla casa di cura, il giocatore può decidere se giocare ad un piccolo minigioco o saltarlo (non fondamentale al fine del completamento del gioco). Successivamente Fran si ritrova in una foresta oscura dove incontra una formica gigante che le svela che il suo gatto è stato mangiato dal suo animale domestico, una specie di insetto grigio che emette suoni simili a quelli di un maiale. La ragazzina, spaventata, cerca di uccidere l’animale e scopre, con suo enorme dispiacere, che all’interno della sua pancia vi è solo un topo grigio che le apre una porta che la conduce in una casa abitata da due gemelle orribilmente cucite insieme.
Le due gemelle la trattano come schiava, approfittando del fatto che loro avessero rapito il suo gatto, facendole preparare un rito satanico che permetterà alle due gemelle, unite insieme da una maledizione, di potersi staccare.
All’interno della scena, Fran incontra un rospo che le rivela che le gemelle hanno intenzione, dopo il rito, di ucciderla, quindi è necessario cambiare la ricetta (precedentemente donata dalle gemelle) in modo tale che possa uccidere loro.
Fran la cambia e, dopo aver ucciso le gemelle, libera il gatto ed, insieme, scappano a cavallo del rospo dalla casa.
Arrivati su un ponte, il rospo li abbandona e a Fran appare la figura demoniaca che ha ucciso i suoi genitori. Dopo un dialogo, la figura fa cadere Fran e il gatto dal ponte.
Fran arriva cosi in un mondo parallelo, colorato e gioioso e, si accorge (grazie anche al gatto che le parla) di essersi trasformata in un tronco.
Disperata, la ragazza chiede aiuto e viene soccorsa da due ortaggi con mani e gambe che, nonostante non parlino la lingua di Fran, la trasportano dalla regina che le dà una pozione che le permette di capire e parlare la lingua dei cittadini della città.
Successivamente, Fran viene portata dal medico della città, un peloso drago (che diventerà suo amico) che la trasforma in una bambina di legno e non di carne. Per quello, occorre l’aiuto dello stregone del paese che vive su una montagna visibile solo d’inverno.
Fran, con l’aiuto del gatto, cerca e trova (dopo aver aggiustato un albero capace di far cambiare stagione) lo stregone del paese che la trasforma di nuovo in una bambina.
Fran, ovviamente, durante il percorso, fa uso delle pillole e ha visioni orribili su una donna che vuole ucciderla e che dice di essere sua madre.
Dopo essere scappata via dal quel paese, Fran si ritrova dall’altra parte del ponte e li incontra Itward, uno scheletro che le rivela essere il suo amico immaginario.
Fran aiuta Itward ad aggiustare il suo mezzo di trasporto, una specie di aereo che si muove grazie a dei pedali simili alla bici. Successivamente Itward si offre di riportarla a casa.
Nel viaggio, il mezzo viene attaccato da dei Kamala e Fran è costretta a scacciarli.
Il mezzo crolla e Fran si ritrova nella strada di casa sua.
Mentre Mr. Midnight entra dentro la casa dalla finestra in modo da poter aprire a Fran, arriva il medico psichiatra Marcel Deern che la prende e la porta al cimitero.
Li, dopo aver scavato e aperto le tombe, le mostra gli scheletri dei genitori di Fran.
Dopo essere tornati in macchina, Fran assiste ad una visione e sviene.
Si ritrova incatenata al letto di camera sua, incapace di muoversi. Appare un’altra Fran visibilmente più sciocca che la aiuterà a liberarsi dalle catene.
Successivamente Fran, esplorando camera sua, osserva una foto che la ritrae con la sua migliore amica, Alice de "Alice nel Paese delle Meraviglie".
Fran tenta di uscire da camera sua e scopre di essere in una casa strana, con 5 porte disposte in modo bizzarro (ad esempio sul pavimento). 
Fran riuscirà ad uscire fino ad arrivare alla scena finale dove essa si ritrova di fronte alla zia, malvagia, che vuole tenerla con sé e che lancia il gatto nel vuoto, sotto alla casa strana che sta sospesa in aria. La zia si trova in compagnia di un vecchio sulla sedia a rotelle e dello psichiatra.
Alla fine, Fran viene uccisa con un colpo di pistola dal vecchio.
Dopo un attimo di terrore, la zia, lo psichiatra e il vecchio vengono uccisi da Itward, il gatto (salvatosi miracolosamente) e il medico drago, corsi in soccorso di Fran.
Con le lacrime del drago, essi riescono a rianimare Fran e la portano con sé nel loro mondo incantato.

## Modalità di gioco
Il videogioco è una classica avventura grafica punta e clicca, in cui il giocatore deve muovere la protagonista tra vari scenari alla ricerca di alcuni oggetti che possono essere combinati e usati per risolvere vari enigmi. Per proseguire nel gioco e conoscere molti aspetti della storia, il giocate dovrà inoltre far parlare Fran con vari personaggi, che gli forniranno alcuni indizi. Tra un capitolo e l'altro del gioco sono inoltre presenti alcuni minigiochi di vario genere, che il giocatore può eventualmente saltare.

## Produzione
Fran Bow è stato sviluppato dallo studio indipendente svedese Killmonday Games, composto dai coniugi Natalia Martinsson (nata Figueroa) e Isak Martinsson. I due si sono occupati di ogni aspetto del gioco: Natalia ha sviluppato la parte grafica e la storia, basandosi anche su alcune sue esperienze di vita, mentre Isak si è occupato di sviluppare tutti i vari codici del software.
Il gioco è stato finanziato attraverso una campagna di crowdfunding su Indiegogo iniziata nel giugno del 2013 che ha raccolto 28295$.

## Accoglienza
Il videogioco è stato accolto con recensioni generalmente positive. Il sito aggregatore di recensioni Metacritic gli dà un punteggio di 70/100 basato su sei recensioni, con un giudizio critico misto. Adam Smith su Rock, Paper, Shotgun ha fatto una recensione positiva al gioco, descrivendolo come paragonabile per certi aspetti al Paese delle Meraviglie e al Mondo di Oz in quanto "fantasioso, strano, inquietante, intelligente e carico di un raro e bellissimo senso di speranza", ma criticando il fatto che a suo parere alcuni intrecci della trama non siano stati conclusi in modo soddisfacente. Anche in Italia il videogioco è stato paragonato ad Alice nel Paese delle Meraviglie, con Filippo Ferrari che su Wired gli dà un voto di 8.5 su 10, definendolo un successo ed esaltandone lo stile grafico e gli enigmi, rimanendo però un po' interdetto dal finale aperto. Positiva anche la recensione di Domenico Musicò su "Spaziogames.it", che critica positivamente l'approccio del gioco a tematiche delicate come la morte, gli abusi psicologici e i disturbi mentali e anche l'approccio agli enigmi non troppo cervellotici per il tipo di gioco e storia narrata. Positive anche le critiche sulla parte grafica e sulla trama.